# (24947) Hausdorff
Pour les articles homonymes, voir Hausdorff.
(24947) Hausdorff est un astéroïde de la ceinture principale.

## Description
(24947) Hausdorff est un astéroïde de la ceinture principale. Il fut découvert le 7 juillet 1997 à Prescott (Arizona) par Paul G. Comba. Il présente une orbite caractérisée par un demi-grand axe de 2,85 UA, une excentricité de 0,10 et une inclinaison de 1,1° par rapport à l'écliptique.

## Compléments